# 甘兆麟
甘兆麟（Kam Siu Lun，1987年5月11日—），香港男子保齡球運動員， 現任康文署特派中學康樂主任。

## 簡歷
甘兆麟早年畢業於保良局何壽南小學以及龍翔官立中學。2014年9月，甘兆麟代表中國香港參加南韓仁川舉行的亞運會保齡球比賽，與胡兆康、麥卓賢、曾德軒、楊偉基和陳逸朗合作贏得男子五人隊際賽銅牌。